# Lamiera stirata

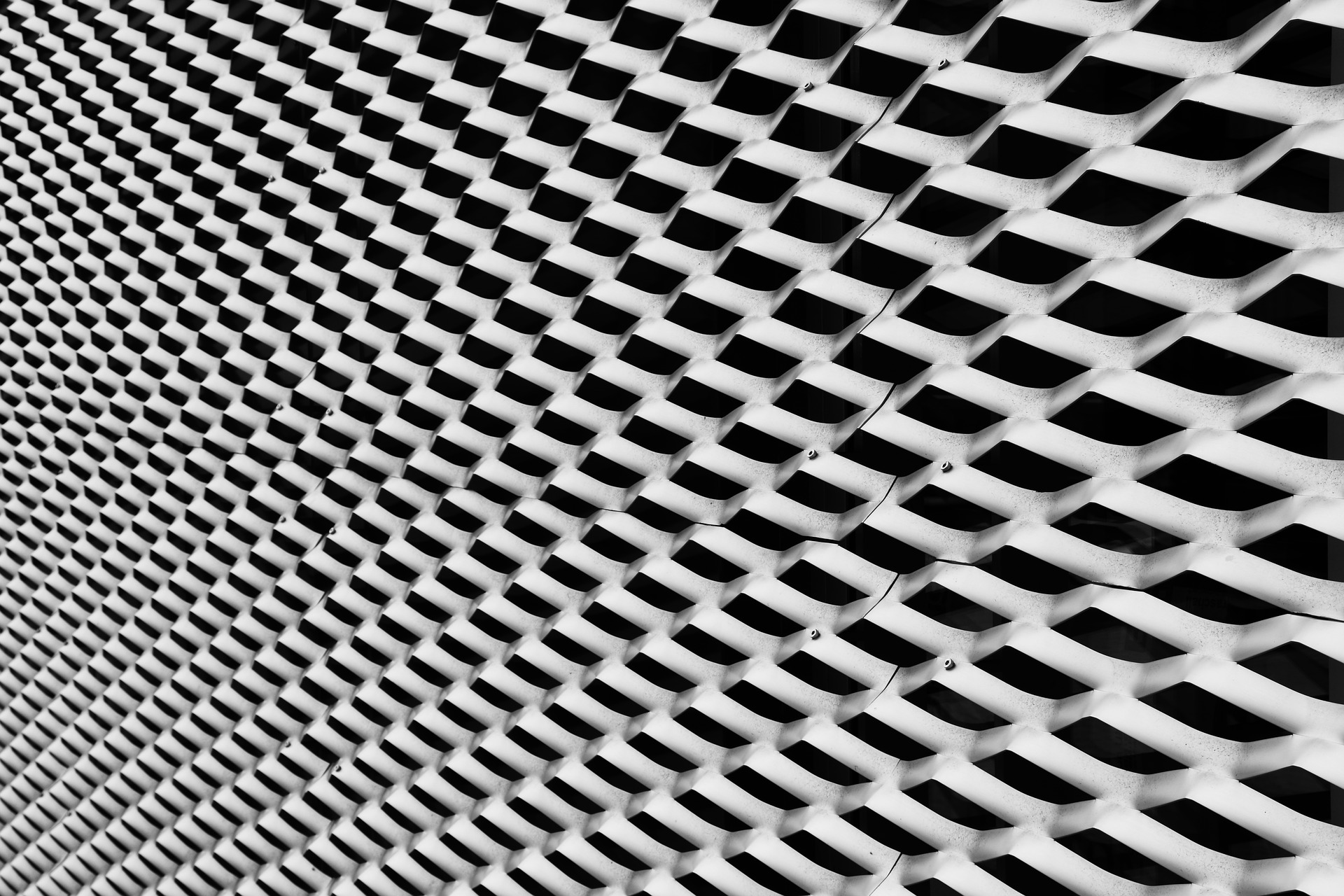
Foglio di lamiera stirata

La lamiera stirata è un materiale utilizzato sia nella produzione industriale come elemento di schermatura, filtraggio o struttura, sia in architettura come elemento estetico o strutturale.

## Produzione
La lamiera stirata viene prodotta da bobine e/o da fogli attraverso un'operazione di stampaggio a freddo effettuata da presse di diverse potenze. Il processo contemporaneamente taglia e stira la lamiera, creando il tipico pattern a rete. In questo modo la lunghezza finale del foglio può variare a seconda della tipologia di maglia scelta.
I pattern più diffusi sono quadra, romboidale ed esagonale, anche se molte aziende producono pattern più complessi e variati a seconda del tipo di applicazione.

## Caratteristiche
La lamiera stirata è definita da parametri come lo spessore della lamiera, la percentuale di vuoto, generalmente compresa tra il 4% e il 90%, e le dimensioni delle luci, che permettono di definire filtrazione e passaggio.
Questo tipo di lavorazione consente di mantenere rigidità e allo stesso tempo di creare i vuoti/pieni desiderati.
I pattern più diffusi sono a maglia quadra, romboidale ed esagonale, anche se molte aziende producono pattern più complessi e variati a seconda del tipo di applicazione.
La forma più comunemente utilizzata è quella quadra, in quanto permette di ottenere la maggiore resistenza possibile. Questa forma rende possibile l’assorbimento della maggiore quantità di energia e sforzo possibile.
Variare la forma della maglia modifica anche il comportamento statico della lamiera, rendendolo più o meno adatto a determinati tipi di utilizzi.
Le forme a diamante, o a maglia quadra, accoppiate a lamiere di spessore maggiore, possono essere utilizzate anche come camminamenti e ringhiere, mentre lamiere più leggere e dalle forme più ricercate trovano il loro migliore utilizzo nella decorazione di facciate e di interni.
La resistenza della lamiera stirata dipende anche dagli angoli formati dagli intagli, in quanto incidono direttamente sulla distribuzione delle forze.
Le lamiere molto sottili e con una maglia molto fine sono dette microstirate, ed hanno utilizzi molto particolari, come ad esempio nei sistemi di filtraggio dell’aria e dell’acqua e negli stent vascolari.

## Applicazioni

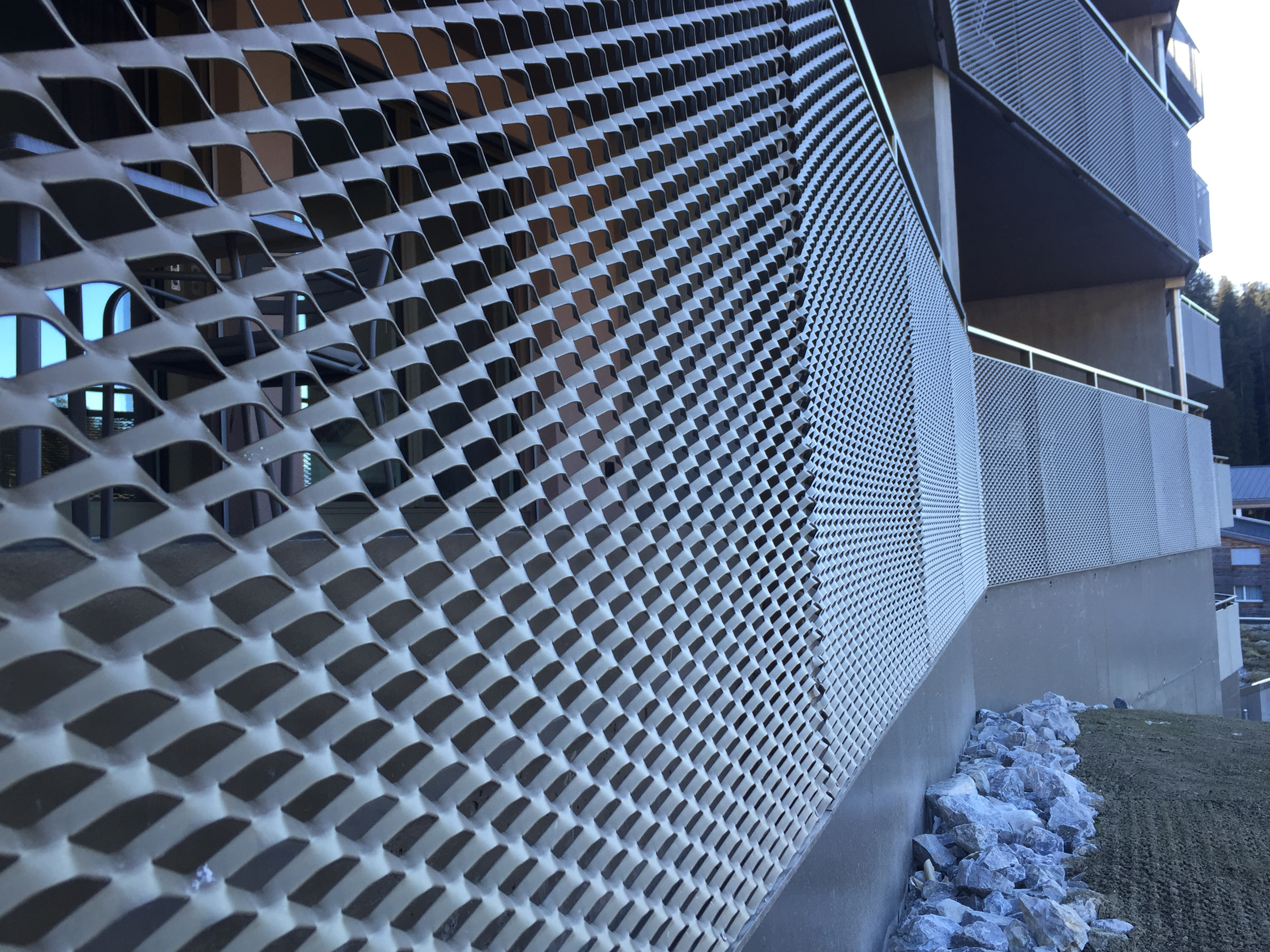
Parapetto il lamiera stirata

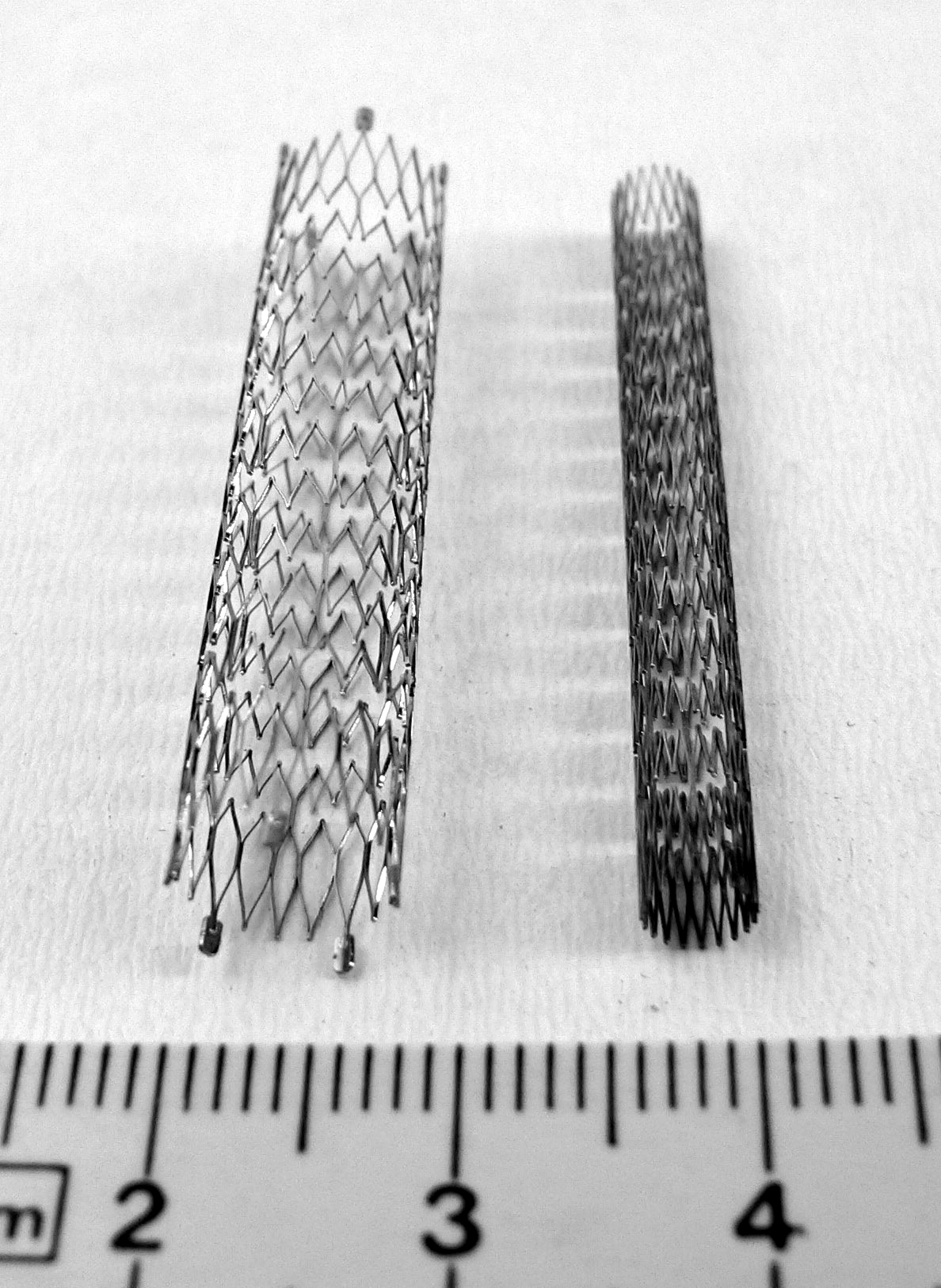
Stent in lamiera stirata

### Applicazioni industriali
Filtrazione: filtrazione olio, acqua, aria, carburante e delle esalazioni dei gas di scarico; decorazione e griglie.
Energia: elementi per batterie come schermature, filtri, condensatori, microbatterie e catalizzatori.
Produzione industriale: elementi filtranti per vari prodotti, aeratori, schermatura, filtri chimici, ecc.

### Applicazioni architettoniche
Facciate ventilate, schermatura solare, controllo del clima, gradini per scale in metallo, recinzioni, controsoffitti e design per interni.

### Applicazioni mediche
Stent vascolari.